# Henk Houwaart
Pour les articles homonymes, voir Houwaart.
Hendrik Houwaart, né le 31 août 1945 à La Haye, est un footballeur néerlandais. 
Henk Houwaart commence sa carrière à l'ADO La Haye. Il est pris sous son aile par le grand Ernst Happel. Il progresse bien et en 1967 il part au FC Twente. En 1969, il est sélectionné pour la seule fois de sa carrière en équipe nationale néerlandaise et il est transféré au FC Bruges. Il remporte avec le club une coupe de Belgique en 1970 et un titre de champion en 1973. Il insiste auprès de la direction pour retrouver son entraîneur fétiche, Ernst Happel qui arrive à Bruges en 1974. En 1975, il est transféré au Royal Antwerp FC mais quelques mois après son arrivée, il se déchire les ligaments croisés du genou dans un match de coupe d'Europe. Il doit, après des mois de rééducation, mettre un terme à sa carrière de footballeur.
Très vite, Henk Houwaart commence une carrière d'entraîneur. En 1979, il a pour mission de faire remonter le KV Courtrai fraichement rétrogradé en division 1. Dix mois plus tard, c'est chose faite. Mais Houwaart n'a qu'une idée en tête, devenir entraîneur du FC Bruges. C'est donc sans surprise qu'il prend les rênes du club en 1984. Commence alors une période dorée pour Houwaart et le FC Bruges avec des joueurs comme Jan Ceulemans, Marc Degryse ou Franky van der Elst. Il remporte un titre et une coupe de Belgique mais c'est surtout de superbes parcours européens dont on se souvient. En 1989, il est licencié à cause de mauvais résultats. Il décide alors de changer d'air et part en Grèce. Il revient ensuite en Belgique et ramène notamment le KRC Harelbeke en division 1. Il part en 2000 à Chypre, à l'Omonia Nicosie et l'AEL Limassol, jusqu'en 2005 avec encore un passage au Royal Antwerp FC. En novembre 2006, il est de retour en Belgique une saison, au Saint-Trond VV.

## Carrière comme entraîneur
- 1977-1978 : KSV Roulers  Belgique
- 1978-1979 : Eendracht Alost  Belgique
- 1979-1983 : KV Courtrai  Belgique
- 1983-1984 : Cercle Bruges  Belgique
- 1984-1989 : FC Bruges  Belgique
- 1989-1990 : KV Courtrai  Belgique
- 1990-1991 : Skoda Xanthi  Grèce
- 1991-1993 : Cercle Bruges  Belgique
- 1994-1994 : SV Waregem  Belgique
- 1994-2000 : KRC Harelbeke  Belgique
- 2000-2000 : La Gantoise  Belgique
- 2000-2001 : Omonia Nicosie  Chypre
- 2002-2003 : Royal Antwerp FC  Belgique
- 2003-2003 : Sporting West  Belgique
- 2003-2004 : AEL Limassol  Chypre
- 2004-2005 : Omonia Nicosie  Chypre
- 2006-2007 : Saint-Trond VV  Belgique
- 2007-2007 : Aris Limassol  Chypre
- 2007-2008 : Royal Knokke Football Club  Belgique
- 2008-2010 : Club Roeselare  Belgique
- 2011 : FC Bruges (Scout)  Belgique
- 2011-2013 : Royal Knokke Football Club  Belgique
- 2013-2015 : KS Wetteren, puis Royal Football Club Wetteren  Belgique[3]
- 2015-2016 : KSKV Zwevezele (nl)  Belgique[4]